# Mehdi Labeyrie
Mehdi Jamel Labeyrie-Hafsi, (Bordeus, França, 23 de febrer de 1978) és un jugador de bàsquet francès. Amb 2.03 metres d'alçada, jugava en la posició d'aler pivot. D'origen tunisià, va participar en els Jocs Olímpics de Londres 2012 amb Tunísia.

## Carrera esportiva
Es va formar a les categories inferiors de l'INSEP francès i del Pau-Orthez, amb qui va debutar a la lliga francesa l'any 1996. Va jugar en diferents equips francesos fins que en la temporada 2000-01 fitxaria pel Joventut de Badalona de la lliga ACB. A Badalona s'hi va estar tres anys, i després s'un altre any a França tornaria a la lliga espanyola el 2004, per jugar a la LEB amb Los Barrios. La temporada següent tornaria a França, on s'hi retirà el 2015.

### Internacional
Labeyrie va ser internacional amb la selecció francesa júnior, disputant l'Eurobasket i aconseguint la medalla de plata. Els seus orígens tunisians li van permetre, anys més tard, ser internacional amb la selecció tunisiana i participar en els Jocs Olímpics de Londres el 2012.